# Банд’Эрос
«Банд’Эрос» — российская музыкальная группа. Стала известной после выпуска сингла «Не зарекайся» в 2005 году.

## История
Группа «Банд’Эрос» образовалась в Москве в начале 2005 года. В её состав входили Батишта (Кирилл Петров), известный МС, успевший поработать со многими артистами российской хип-хоп сцены, Рада и Наташа, девушки, до этого выступавшие в различных музыкальных проектах, Гарик DMCB (он же Burito), певец, диджей, танцор и MС, и Руслан, танцор верхнего брейк-данса, который тоже читал рэп вместе с Батиштой. С момента основания группы её музыкальным продюсером, автором музыки и слов является Александр Дулов.
Весной 2006 года «Банд’Эрос» подписали контракт с «Universal Music Russia». 1 ноября прошла презентация дебютного альбома команды «Коламбия Пикчерз не представляет», а первый успех группе принесла песня с одноимённым названием — которая завоевала популярность в России и за её пределами.
Позже в активную радио-ротацию вошли синглы, как «Наоми я бы кэмпбелл», «Я не люблю тебя», «Рублёвка», «Про красивую жизнь». Зимой 2007 года группу покинула Рада — Родика Змихновская (Крышмару), в личной жизни которой произошли некоторые перемены. На её месте в команде появилась Таня Миловидова. Выходит песня «Манхэттен», клип на которую был снят в феврале, а также переиздание альбома «Коламбия Пикчерз Не Представляет», в который вошли совсем новые песни группы.
В августе этого же года группа выпустила песню «Адьос», на которую месяцем позже был снят клип.
В мае 2009 года команда выпустила свою новую песню «Полосы»(до этого, появилась песня "Жизни не жалко" наряду с другой, но на видео не вышла) и сняла на неё видео. Потом свет увидел клип «Не вспоминай» (январь 2010), а в середине весны участники «Банд’Эрос» выпустили клип на песню «Мне до весны». К этому времени один из участников группы, Руслан, ушёл из неё. Тогда же туда вошёл DJ Scream One, Алексей Винницкий.
В середине октября в коллектив пришёл рэпер Рома Пан. В конце 2010 года в ротацию вошла свежая песня группы «Не под этим солнцем» — философский трек о жизни и смерти, на который был снят клип в «концертной стилистике». Именно в этом видео «засветился» новый солист группы, Рома Пан.
В 2011 году группу покинул Батишта.
В 2015 году Гарик DMCB ушёл в сольное плавание с проектом «Burito», а в «Банд’Эрос» появился бывший фронтмэн группы «Т9» — Солдатов, Владимир Владимирович. Однако, Burito появился на Рождественском выступлении на НТВ «Банд’Эрос» в 2019 году, исполнив с ними песню «Дай Пять». Летом 2016 года появился новый DJ — Ираклий Месхадзе (aka DJ Erik). В 2019 году коллектив покинула Таня Миловидова по причине желания развития ресторанного бизнеса.
В 2022 году 3 июня на фестивале Нового Радио представили участников нового состава коллектива Марию Русакову и Better

## Состав

### Текущий
- Наташа (Наталья Ибадин, дев. — Глухова, родилась 5 апреля 1979 года в Днепропетровске). Училась на эстрадном отделении музыкальной академии им. Гнесиных. После учёбы переехала в Амстердам. Участвовала в английском проекте «Via Angelika», участвовала в записи пластинки израильских музыкантов «Return to Zero». Училась в Амстердамской консерватории Amsterdam University of the Arts по классу джазового вокала. По возвращении в Москву сотрудничала со многими артистами Российской эстрады, такими как А. Буйнов, Алсу, «Smash!!», В. Леонтьев, Анита Цой, Валерий Меладзе, Сосо Павлиашвили и многих других. Бессменная солистка группы Банд’Эрос с 2005 года по настоящее время.
- Рома Пан (Роман Панич, родился 22 сентября 1984 года). Присоединился к коллективу в октябре 2009 года и впервые засветился в видео на песню «Не Под Этим Солнцем». Успел поработать с различными отечественными хип-хоп артистами.
- Маша (Мария Русакова). Участвовала в шоу Успех на СТС в 2017 и в шоу Голос 9 полуфинал в 2020. С июня 2022 в составе группы.
- Better (Александр Устьянцев). Родом из Пензы. В группе с июня 2022. В 2019 участвовал в конкурсе «Музыкастинг» от «Новое Радио».

### Бывшие участники
- Рада (настоящее имя — Родика Васильевна Змихновская, урождённая Крышмару). Родилась 3 мая 1966 года в украинских Черновцах. Окончила ВКШ — Высшую комсомольскую школу (Московский гуманитарный университет), куда приехала учиться по путёвке одного из райкомов ВЛКСМ Черновицкой области. Во время учёбы вышла замуж за однокурсника Александра Змихновского, от которого в 1989 году родила сына. Участвовала во многих бизнес-проектах мужа (вплоть до клиринговых индийских рупий). Среди увлечений — тайцзицюань, сноуборд. Свободно владела французским, испанским и осетинским языками. Ушла из группы в 2007 году, якобы по причине беременности. Скончалась в возрасте 51-го года, 14 сентября 2017 года в США от кровоизлияния в головной мозг[2].
- Батишта (Кирилл Петров, родился 19 июля 1983 года в Чебоксарах). Ушёл в сольный проект в мае 2011 года. Его дебютный альбом называется «5010» и если прочитать как латинские буквы получится «Solo»[3].
- Руслан Хайнак. Танцор брейкинга и попинга, бывший участник брейкинг-команды All the Most. Ушёл весной 2010 года.
- Игорь Бурнышев «Гарик Burito», DMCB. С 2005 по 2015 годы входил в состав группы. Также является основателем и участником группы «Burito».
- Таня (Татьяна Владимировна Миловидова, родилась 9 августа 1982 года в Днепропетровске). Пришла в группу после ухода Рады зимой 2007 года. Покинула группу в 2019 году, чтобы заняться ресторанным бизнесом.
- SOL (Солдатов, Владимир Владимирович). В группе с 2015 года, первое появление состоялось в клипе «Моя печаль (Посвящение Михею)»; бывший участник, фронтмен и основатель группы «Т9».
- DJ Scream One (Алексей Виницкий) был официальным Dj музыкального проекта.
- DJ Erik (Ираклий Месхадзе). В группе с 2016 года. Владеет техникой скретч обеими руками на довольно высоком уровне. Неоднократно завоевывал награды на престижных российских и международных диджей конкурсах, является чемпионом России по скретчингу[4]

## Дискография

### Студийные альбомы
- 2006 — Коламбия Пикчерз не представляет
- 2008 — Коламбия Пикчерз не представляет (новое издание)[5]
- 2011 — Кундалини

### Синглы
- 2013 — «Сумасшедшие ночи»
- 2013 — «Караоке»
- 2014 — «Все в сети»
- 2014 — «Дай пять»
- 2015 — «Ч/Б»
- 2015 — «Моя печаль»
- 2016 — «Не то что вы подумали»
- 2017 — «Дорога к тебе»
- 2017 — «Эрогенная зона»
- 2018 — «72000»
- 2018 — «Латина»
- 2019 — «Плыви»

### Работы в кино
- Написали две песни для фильма «Свадьба по обмену»[6].

## Видеография
| Год  | Клип                               | Режиссёр(-ы)                       | Альбом                             | Состав                                                |
| ---- | ---------------------------------- | ---------------------------------- | ---------------------------------- | ----------------------------------------------------- |
| 2005 | «Бум-сеньорита»                    | Глеб Орлов                         | «Коламбия Пикчерз не представляет» | Рада, Наташа, Руслан, Батишта                         |
| 2006 | «Не зарекайся»                     | Хиндрек Маасик                     | «Коламбия Пикчерз не представляет» | Рада, Наташа, Руслан, Батишта, Игорь                  |
| 2006 | «Коламбия Пикчерз не представляет» | Хиндрек Маасик                     | «Коламбия Пикчерз не представляет» | Рада, Наташа, Руслан, Батишта, Игорь                  |
| 2007 | «Наоми я бы Кэмпбэл»               | Хиндрек Маасик, Александр Дулов    | «Коламбия Пикчерз не представляет» | Рада, Наташа, Руслан, Батишта, Игорь                  |
| 2007 | «Про красивую жизнь»               | Владимир Якименко, Александр Дулов | «Коламбия Пикчерз не представляет» | Рада, Наташа, Руслан, Батишта, Игорь                  |
| 2008 | «Манхэттен»                        | Александр Дулов                    | «Коламбия Пикчерз не представляет» | Таня, Наташа, Руслан, Батишта, Игорь, Рада(Манхэттен) |
| 2008 | «Адьос!»                           | Хиндрек Маасик                     | «Кундалини»                        | Таня, Наташа, Руслан, Батишта, Игорь, Рада(Манхэттен) |
| 2009 | «Полосы»                           | Александр Дулов                    | «Кундалини»                        | Таня, Наташа, Руслан, Батишта, Игорь, Рада(Манхэттен) |
| 2010 | «Не вспоминай»                     | Хиндрек Маасик                     | «Кундалини»                        | Таня, Наташа, Батишта, Игорь                          |
| 2010 | «До весны»                         | Хиндрек Маасик                     | «Кундалини»                        | Таня, Наташа, Батишта, Игорь                          |
| 2010 | «Не под этим солнцем»              | Хиндрек Маасик, Александр Дулов    | «Кундалини»                        | Таня, Наташа, Батишта, Игорь, Рома Пан                |
| 2011 | «Китано»                           | Александр Дулов, Хиндрек Маасик    | «Кундалини»                        | Таня, Наташа, Игорь, Рома Пан                         |
| 2012 | «Эти сумасшедшие ночи»             | Александр Дулов                    | без альбома                        | Таня, Наташа, Игорь, Рома Пан                         |
| 2013 | «Караоке»                          | Хиндрек Маасик                     | без альбома                        | Таня, Наташа, Игорь, Рома Пан                         |
| 2014 | «Все в сети»                       | Александр Дулов, Хиндрек Маасик    | без альбома                        | Таня, Наташа, Игорь, Рома Пан                         |
| 2014 | «Дай пять»                         | Александр Дулов, Хиндрек Маасик    | без альбома                        | Таня, Наташа, Игорь, Рома Пан                         |
| 2015 | «Моя печаль (Посвящение Михею)»    | Алексей Дубровин, Эдуард Мошкович  | без альбома                        | Таня, Наташа, Игорь, Рома Пан, SOL                    |
| 2016 | «Ч/Б»                              | Хиндрек Маасик, Александр Дулов    | без альбома                        | Таня, Наташа, Рома Пан, SOL                           |
| 2016 | «Не то, что вы подумали»           | Александр Дулов, Алексей Дубровин  | без альбома                        | Таня, Наташа, Рома Пан, SOL                           |
| 2017 | «Эрогенная зона»                   | Александр Дулов, Алексей Дубровин  | без альбома                        | Таня, Наташа, Рома Пан, SOL                           |
| 2017 | «Дорога к тебе»                    | Рустам Романов                     | без альбома                        | Таня, Наташа, Рома Пан, SOL                           |
| 2018 | «72.000»                           | Алексей Дубровин                   | без альбома                        | Таня, Наташа, Рома Пан, SOL                           |
| 2019 | «Латина»                           | Валентин Гросу, Александр Дулов    |                                    | Таня, Наташа, Рома Пан, SOL                           |